# Justin Bartha
Justin Lee Bartha, lepiej znany jako Justin Bartha (ur. 21 lipca 1978 w Fort Lauderdale) – amerykański aktor, scenarzysta i producent filmowy, telewizyjny i teatralny.

## Życiorys

### Wczesne lata
Urodził się w Fort Lauderdale na Florydzie jako syn nauczycielki Betty i Stephena Barthy, handlarza nieruchomości. Wychował się w judaizmie reformowanym z bratem Jeffreyem. Kiedy miał 9 lat, jego rodzina przeniosła się do stanu Michigan. Dorastał w Detroit. Marzył, by zostać zawodowym baseballistą lub koszykarzem, ale zniechęcił się ze względu na swój niewielki wzrost. W młodości był również obiecującym tenisistą, lecz po kontuzji nadgarstka zrezygnował z kariery sportowej i postanowił zostać aktorem.
Mając 15 lat udzielał się w szkolnym kółku teatralnym, występując w dziecięcym szpitalu i szkołach podstawowych, m.in. w szekspirowskiej sztuce Sen nocy letniej. Od 1996, po ukończeniu West Bloomfield High School w Bloomfield, studiował aktorstwo na Uniwersytecie Nowojorskim.

### Kariera
Po udziale w dramacie Klub 54 (54, 1998) u boku Ryana Phillippe, Salmy Hayek, Neve Campbell i Mike’a Myersa, pełnił funkcję asystenta producenta komedii kryminalnej Depresja gangstera (Analyze This, 1999) z Robertem De Niro i Billy'em Crystalem i Lisą Kudrow.
Jako aktor debiutował w 8-minutowym filmie Tag (1999). Potem wcielił się w postać bardzo wpływowego prokuratora okręgowego i młodszego brata tytułowego bohatera, wyznaczonego przez mafię do porwania w dramacie sensacyjnym Gigli (2003) u boku Bena Afflecka i Jennifer Lopez, zagrał młodego naukowca w filmie przygodowym Skarb narodów (National Treasure, 2004) z Nicolasem Cage oraz opartym na faktach dramacie HBO Rewizja osobista (Strip Search, 2004) z Glenn Close i Maggie Gyllenhaal, traktującym o łamaniu praw człowieka w USA po atakach terrorystycznych z 11 września 2001 roku. W komedii romantycznej Miłość na zamówienie (Failure To Launch, 2006) wystąpił jako zatwardziały kawaler i nieudacznik Ace, przyjaciel głównego bohatera (w tej roli Matthew McConaughey) z dzieciństwa, który się wreszcie zakochuje.
Pojawił się także w satyrycznym programie MTV The Dustin and Justin Show.
Jest autorem scenariusza do filmu krótkometrażowego Highs and Lows, którego premiera miała miejsce na festiwalu South By Southwest Film Festival w marcu 2003.
W 2006 został zaangażowany do roli młodego angielskiego nauczyciela Jeffa Cahila w 6-odcinkowym sitcomie NBC Duża przerwa (Teachers).
W Matrix Theatre Company w Detroit reżyserował i występował w sztuce Teen Company Are You Passing?.

## Życie prywatne
4 stycznia 2014 w Oʻahu w archipelagu Hawajów ożenił się z instruktorką fitness Lią Smith. Mają córkę Asę Charlotte (ur. 13 kwietnia 2014).

## Filmografia
| Rok       | Tytuł                                                                             | Rola                        | Reżyser            |
| --------- | --------------------------------------------------------------------------------- | --------------------------- | ------------------ |
| 1998      | Klub 54 (54)                                                                      | puszczalski klubowy         | Mark Christopher   |
| 1999      | Tag (film krótkometrażowy)                                                        | Kip Woffard                 | Lucas Howe         |
| 2003      | Gigli                                                                             | Brian                       | Martin Brest       |
| 2003      | Carnival Sun (film krótkometrażowy)                                               | Brian                       | Peter J. Nieves    |
| 2004      | Rewizja osobista (Strip Search, TV)                                               | –                           | Sidney Lumet       |
| 2004      | Skarb narodów (National Treasure)                                                 | Riley Poole                 | Jon Turteltaub     |
| 2005      | Kwestia zaufania (Trust the Man)                                                  | Jasper Bernard              | Bart Freundlich    |
| 2006      | Miłość na zamówienie (Failure to Launch)                                          | Ace                         | Tom Dey            |
| 2006      | Duża przerwa (Teachers., serial TV)                                               | Jeff Cahill                 | Matt Tarses        |
| 2007      | Skarb narodów: Księga tajemnic (National Treasure: Book of Secrets)               | Riley Poole                 | Jon Turteltaub     |
| 2008      | Zakochany Nowy Jork (New York, I Love You)                                        | Nowojorczyk Justin          | Fatih Akın         |
| 2009      | Kac Vegas (The Hangover)                                                          | Doug Billings               | Todd Phillips      |
| 2009      | WWII in HD (serial TV)                                                            | Jack Werner (głos)          |                    |
| 2009      | Nowszy model (The Rebound)                                                        | Aram Finklestein            | Bart Freundlich    |
| 2009      | Jusqu'à toi                                                                       | Jack                        | Jennifer Devoldère |
| 2010      | Holy Rollers                                                                      | Yosef Zimmerman             | Kevin Asch         |
| 2011      | Kac Vegas w Bangkoku (The Hangover Part II)                                       | Doug Billings               | Todd Phillips      |
| 2011      | Czarny koń (Dark Horse)                                                           | Richard                     | Todd Solondz       |
| 2012-2013 | Rodzinka jak inne (The New Normal, serial TV)                                     | David Sawyer                |                    |
| 2013      | Kac Vegas III (The Hangover Part III)                                             | Doug Billings               | Todd Phillips      |
| 2013      | CBGB                                                                              | Stiv Bators z The Dead Boys | Randall Miller     |
| 2016      | Sticky Notes                                                                      | Bryan                       | Amanda Sharp       |
| 2017-2018 | Sprawa idealna (The Good Fight, serial TV)                                        | Colin Morello               |                    |
| 2021-2023 | Ojciec chrzestny Harlemu (Godfather of Harlem, serial TV)                         | Robert Morgenthau           |                    |
| 2022-2023 | Skarb narodów: Na skraju historii (National Treasure: Edge of History, serial TV) | Riley Poole                 |                    |